# نصرالدين البحرة
نصر الدين البحرة، أديب سوري من مواليد دمشق، حي مئذنة الشحم في 15 آب 1934، وتوفي في 29 نيسان 2021.

## مسيرته الأكاديمية والمهنيّة
كان عمره قرابة السبعة أعوام عندما توفي والده المربي والفيلسوف والأديب السوري سعيد البحرة إلا أنه ورغم قِصَر الفترة التي واكبه فيها تأثر به كثيراً حتى أنه عندما أنهى دراسته الثانوية بدأ بدراسة الفلسفة ليتخرج في جامعة دمشق حاملاً إجازة في الفلسفة والدراسات الاجتماعية.
اشتغل في التعليم الابتدائي والثانوي مدرساً للفلسفة واللغة العربية في دمشق وبيروت، وإلى جانب رسالته التدريسية عمل بالصحافة في أواسط الخمسينيات فكان محرراً وأمين تحرير لعدد من الصحف الصادرة في دمشق: صوت العرب والوعي والصرخة والطليعة والرأي العام.
كتب القصة القصيرة والشعر العمودي وقصيدة النثر والدراسات الأدبية السينمائية والتاريخية وله مقالات كثيرة منشورة في الصحف السورية والعربية.
منذ عام 1952 قدم برامج إذاعية ومن أشهرها برنامج ثقافي في إذاعة دمشق كان يذاع صباح كل يوم أحد. كما قدم وشارك في تقديم كثير من برامج التلفزيون العربي السوري.
أعارتْه وزارة التربية عام 1966 فعمل في جريدة الثورة الدمشقية معلقاً سياسياً ومحرراً رئيسياً، ثم أمين قسم الدراسات. ورأس بعد ذلك قسم الأرشيف، وتولى أمانة تحرير الجريدة حتى عام 1969، حتى أُنهيت إعارتُه وعاد إلى وزارة التربية السورية للتدريس.
يعد من المؤسسين في المسرح القومي السوري مُمَثِّلاً. كما أخرج بعض الأعمال المسرحية على مسرح معرض دمشق الدولي وأَعدَّها عام 1960 وكان ذلك مع النادي الفني بدمشق.

## المراكز التي تولّاها
- انتُخب في الدور التشريعي الرابع عضواً في مجلس الشعب السوري "1986-1990" عن مدينة دمشق.
- عضو المكتب التنفييذي لاتحاد الكتاب العرب.
- رئيس إدارة فروع اتحاد الكتاب العرب في سورية.
- رئيس تحرير مجلة التراث العربي التي يصدرها اتحاد الكتاب العرب بدمشق منذ عام 1997.
- عضو جمعية القصة والرواية.
- عضو عامل في اتحاد الصحفيين السوريين.

## من مؤلفاته
1. - هل تدمع العيون - قصص - دمشق 1957.
2. - أنشودة المروِّض الهَرِم - وزارة الثقافة - قصص - دمشق 1972.
3. - رمي الجمار - وزارة الثقافة - قصص - دمشق 1980.
4. - أغنية المِعْوَل - اتحاد الكتاب العرب - قصص للأطفال ومسرحية - دمشق 1978.
5. - رقصة الفراشة الأخيرة - دار المجد — قصص - دمشق 1989.
6. - محاكمة أجير الفَرَّان - دار المجد – قصص - دمشق 1998.
7. - أحاديث وتجارب مسرحية - دراسة أدبية - دمشق 1977.
8. - الأدب الفلسطيني المعاصر بين التعبير والتحريض - دراسة أدبية - دمشق 1977.
9. - الثورة في أفريقيا- القيادة القومية - دراسة سياسية - دمشق 1969.
10. - البستان - اتحاد الكتّاب العرب - مجموعة شعرية - 1997.
11. - دمشق الأسرار - مطبعة الجمهورية - دراسة تاريخية - دمشق 1993.

## الجوائز
نال في 1955 الجائزةَ الأدبية الثانية في مهرجان وارسو الدولي للشباب والطلاب عن قصّته «أبو دياب يكره الحرب». وكان رئيس لجنة المحكمين الأدبيين في المهرجان الشاعر المشهور ناظم حكمت.